# Кадровый буфер
Кадровый буфер (англ. framebuffer) (другие названия: буфер кадра, видеобуфер, фреймбуфер) — реальное или виртуальное электронное устройство или область памяти для кратковременного хранения одного или нескольких кадров в цифровом виде перед его отправкой на устройство видеовывода. Буфер может быть использован для выполнения над кадром различных предварительных операций, организации стоп-кадра, устранения мерцания изображения и др. Обычно кадр хранится в виде последовательности цветовых значений каждого пикселя изображения. Цветовые значения чаще всего хранятся в следующих форматах: одноразрядный (монохромный; 1 бит), 4/8-битный (палитровый), 16-битный (High Color) и 24-битный (True Color); также может присутствовать альфа-канал. Размер памяти, необходимый для хранения одного кадра, зависит от разрешения и глубины цвета.